# Light sculpture

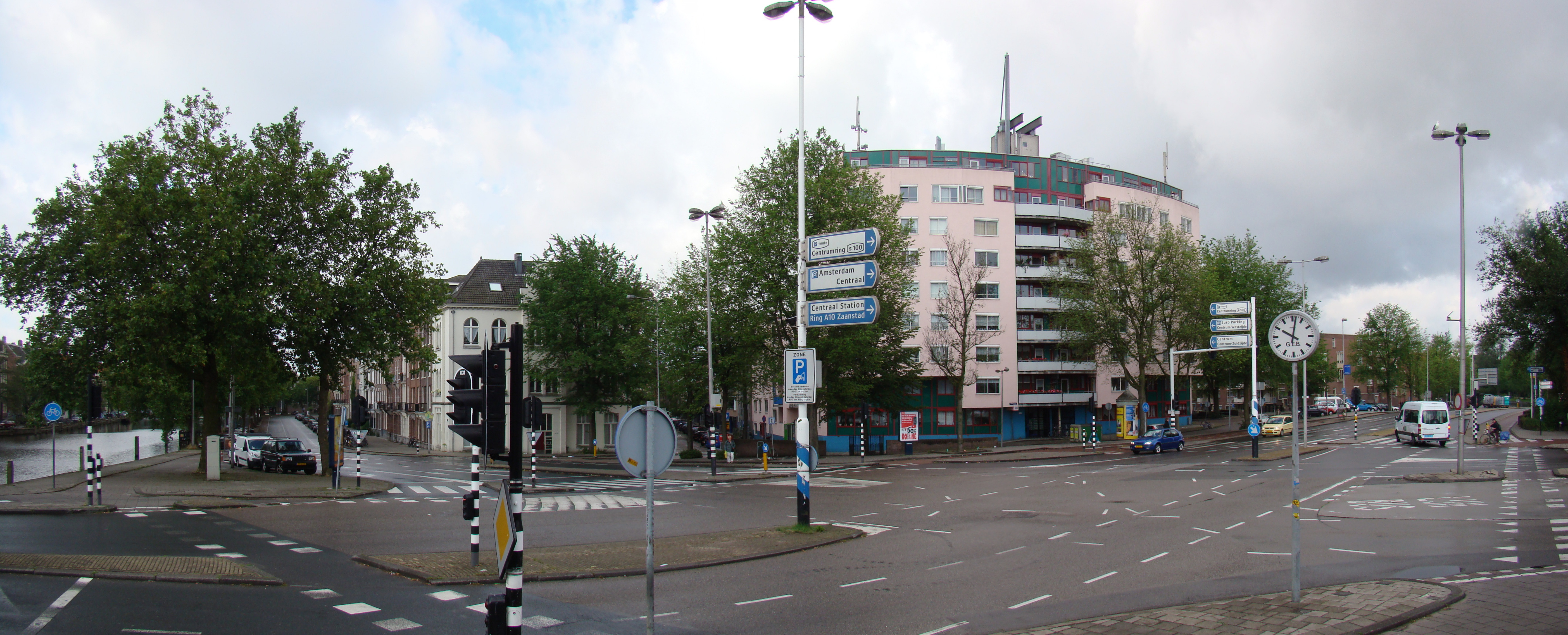
Flat zonder Light sculpture (2009)

Light sculpture is een artistiek kunstwerk in Amsterdam-West.
Het staat op dak van een roze flatgebouw aan de zuidkant van het Nassauplein in Amsterdam. De schepper van het werk, Canadees Noel Harding noemde het "Een romantisch lyrisch lichtobject". Hijzelf omschreef het ook als "The life of Dutch people in reference to the sea". Het werk uit 1992 is drieledig. Er is een stellage met een roze lichtlijn, die naar de Noordzee wijst. Daarnaast staat een enorme bak met licht golvend water, een weergave van de zee. Tot slot is er een gespierde arm te zien in wat op een vergroot diaraam lijkt. De roze richtlijn verwijst naar de kleur van de flat. Die arm is een verwijzing naar De held van Haarlem  dat in het Britse taalgebied werd via Hans Brinker, or The Silver Skates van Mary Mapes Dodge uit 1865. De held dan wel Brinker steekt een vinger in een lekkende dijk en behoedt velen voor overstroming en verdrinking. Harding geeft het weer door middel van een hand op een dijk.
Het beeld kwam er doordat bij de sanering in de Staatsliedenbuurt en Hugo de Grootbuurt gekeken werd naar mogelijke kunsttoepassingen. Het werd net als de flat een groot kunstwerk, beeldbepalend, maar eigenlijk het best te zien is vanuit de trein, omdat die hier op een dijklichaam rijdt. In 2009 werd de installatie verwijderd voor restauratie.